# Сирота, Александр Ефимович
Алекса́ндр Ефи́мович Сиро́та (7 июня 1976, Киселёвка, Херсонская область) — украинский журналист, фотограф, кинематографист.
Член Национального союза журналистов Украины.

## Биография
Родился 7 июня 1976 г. в селе Киселёвка Белозерского р-на Херсонской обл., Украина. Несколько лет жил с родителями в Херсоне, потом — в г. Комсомольске Полтавской обл. В 1983 г. с мамой, (ныне известной поэтессой Любовью Сиротой) переехал в Припять Киевской обл., где учился в СШ № 1. 27 апреля 1986, после печально известной аварии на ЧАЭС, они были эвакуированы и, как всем припятчанам, им довелось пережить все трудности эвакуационного периода: безденежье, длительную бездомность, резкое ухудшение здоровья, больницы, потери друзей и близких.
После окончания в 1994 г. киевской средней школы СШ № 267, учился на историческом факультете международного Соломонового университета, работал разнорабочим, менеджером, коммерческим директором на разных предприятиях Киева.
В 2005 г. начал работать редактором раздела «Литература и Арт», затем главным редактором интернет-проекта Pripyat.com.
В 2006 Александр Сирота году был избран Вице-президентом Международной общественной организации «Центр ПРИПЯТЬ.ком», основной задачей которой является донесение правдивой информации о покинутом городе Припять, Чернобыльской катастрофе и её последствиях (кроме многих проектов, исключительно с этой целью организовывает и проводит ознакомительные экскурсии в Чернобыльскую зону и г. Припять. Как сказал он сам корреспонденту РИА Новости Ивану Щеглову в интервью: «Очень хочется верить — человек, посетивший это место, уже не сможет жить так, чтобы после него оставались мертвые города».
О его работе сопровождающего по Чернобыльской зоне и в Припяти можно прочесть в книге Артура Шигапова «Чернобыль, Припять, далее нигде…».
Занимается активной общественной и журналисткой деятельностью, включая сотрудничество с телеканалом Общественного ТВ и др. каналами УТ.
Был героем многих документальных фильмов о Чернобыле, включая фильм российского телеканала «Культура» «Зона молчания» и испанского документального фильма Julio Soto «Радиофобия».

## Творчество
Первый опыт журналистской работы — статья о Чернобыльской трагедии «Хочу, чтобы помнили», которая сразу же была переведена на английский и опубликована в журнале Департамента Гуманитарных Дел ООН «DHA NEWS» (№ 16, сентябрь/октябрь1995 г.). Именно после этой публикации, в апреле 1996 г. Александр Сирота был приглашен Международной экологической организацией Greenpeace в США для участия в международной акции GREENPEACE «Testimonies tours» (Тур очевидцев), где был представителем Украины в массовых мероприятиях и встречах с общественностью и украинской диаспорой США, посвященным 10-й годовщине Чернобыльской катастрофы.
Пишет на русском и украинском языках. Готовит фото и видеорепортажи. Как бывший припятчанин, большую часть своего творчества посвятил городу Припять и Чернобыльской трагедии.
В 2006 году, вместе с газетой «Літературна Україна», инициировал Обращение к мировому сообществу (недоступная ссылка) сбор подписей для предоставления городу Припяти международного статуса Города-Музея, а 10-15-км зоне отчуждения вокруг Припяти, включая город Чернобыль, — статус историко-экологического заповедника, памятника наибольшей техногенной катастрофе планеты..
В том же году, после трансляции на 5-м канале УТ его острого видеосюжета о мародерстве в г. Припяти, было возбуждено уголовное дело по факту хищения и вывоза материалов из радиационно-загрязненной зоны, а также была создана правительственная комиссия, в результате работы которой были приняты более жесткие нормы посещения Чернобыльской зоны.
Его статьи и фоторепортажи печатались в различных СМИ (в частности в газетах «Літературна Україна», «Пост Чернобыль/Роst Сhornobyl», «Ваше здоровье», «Слово Просвиты»), а видеосюжеты транслировались на многих каналах телевидения.
В мае 2008 г. Александр Сирота стал лауреатом ІХ Международного конкурса фильмов, телепрограмм, Интернет-проектов на правозащитную и правоохранительную тематику «Золотой Георгий» получил диплом и приз «Большая Георгиевская Лента».
В марте 2012 г. в составе делегации украинских журналистов он посетил атомную станцию Фукусима-1 и города Японии, пострадавшие в результате разрушительного землетрясения и цунами 2011 г., что нашло отображение в его фото и видеорепортажах, а также в статье «МОЖЕТ ЛИ УКРАИНА ПОМОЧЬ ЯПОНИИ? По следам поездки в зону японского катаклизма»,
Он — организатор и один из авторов международной фотовыставки о Припяти «Хотим, чтобы помнили» в Москве,, в Минске, в Киеве, в Берлине и др. А также тематических акций, выставок и встреч в Национальном музее «Чернобыль», концертов известных музыкантов в Чернобыле,,.
Один из авторов и организаторов виртуальной реконструкции города Припять — проекта «Припять 3D», главной задачей которого является создание виртуального музея г. Припять до аварии.
Александр Сирота был организатором съемок в Чернобыльской зоне и консультантом мини-сериала [[[:en:Chernobyl (miniseries)|Chernobyl (miniseries)|«Чернобыль»]]], HBO. Также принимал участие в работе над другими фильмами:
- The Real Chernobyl[23] — один из героев фильма, консультант, организатор съемок в Чернобыльской зоне отчуждения.
- Чернобыль: Зона молчания[24] — один из героев фильма, консультант, организатор съемок в Чернобыльской зоне отчуждения.
- Лазурная пыль[25] — один из героев фильма, консультант, организатор съемок в Чернобыльской зоне отчуждения.
- Земля потерянная. Земля обретенная. Припять[26]. — один из героев фильма, консультант, организатор съемок в Чернобыльской зоне отчуждения.
- Return to Chernobyl 360°[27] — один из героев фильма, консультант, организатор съемок в Чернобыльской зоне отчуждения.
- Inside Chernobyl with Ben Fogle[28] — один из героев фильма, консультант.
- The Babushkas of Chernobyl[29] — консультант.
- Російський дятел[30] супроводжуючий у консультант, сопровождающий в Чернобыльской зоне отчуждения.
- White Horse[31] — ассоциативный продюсер, организатор съемок в Чернобыльской зоне отчуждения.
- Roadside Radiation[32] — один из героев фильма, консультант, организатор съемок в Чернобыльской зоне отчуждения.
- Chernobyl 30 Years On: Nuclear Heritage — консультант.
- Radiophobia[33] — один из героев фильма.
- Перекотиполе[34][35] — 'исполнительный продюсер.
- Арка[36] — консультант, организатор съемок в Чернобыльской зоне отчуждения, прототип главного героя.
- Археологічна опера Chornobyldorf[37] — консультант, организатор съемок в Чернобыльской зоне отчуждения.

## Статьи, интервью, фото и видеорепортажи
- «ХОЧУ, ЧТОБЫ ПОМНИЛИ»: «DHA NEWS» — журнал Департамента Гуманитарных Дел ООН «DHA NEWS» № 16, сентябрь/октябрь1995 г., с. 24-25
- «Зона. Припять. Зима — 2006» — видео.
- «Весенняя прогулка в Припяти» — 2006 — видео.
- Интервью с Ролланом Сергиенко — режиссёром целой серии фильмов о Чернобыле, в том числе фильм «Порог».
- Ролик о посещении Чернобыльской Зоны писателями фестиваля «ЕВРОКОН», 2006
- Акция «Чернобыль-25» в Киеве
- Полет над Припятью — видео
- Припять с высоты птичьего полета. Фоторепортаж, 2007
- Видеоинтервью с бывшим зампредседателя Припятского горисполкома А. Есауловым, 2007.
- Видеопрезентация сайта Pripyat.com, 2007.
- «Поймем потом» — фильм о ещё живой Припяти, 2009
- Памяти Ани Горелышевой, 2012.
- Прогулка по Припяти с лисом, 2014.